# Santa Rosa de Chonta
Santa Rosa de Chonta es un caserío peruano ubicado en el distrito de Montero, perteneciente a la provincia de Ayabaca del departamento de Piura, al norte del Perú. 

## Ubicación
Santa Rosa de Chonta se ubica al norte de la provincia de Ayabaca, en el distrito de Montero, en el departamento de Piura.

## Demografía
En 2017 Santa Rosa de Chonta tenía una población de 118 habitantes.
| Gráfica de evolución demográfica de Santa Rosa de Chonta entre 1993 y 2017 |
|                                                                            |
| Fuentes: Población 1993 y 2017                                             |